# Port Sinister
Port Sinister este un film SF american din 1953 regizat de Harold Daniels pentru RKO Radio Pictures. Scenariul este realizat de Aubrey Wisberg și Jack Pollexfen. În rolurile principale joacă actorii James Warren, Lynne Roberts, Paul Cavanagh.

## Prezentare
Filmul prezintă orașul din Caraibe din secolul al XVII-lea, Port Royal, unde mult timp au existat zvonuri că a fost vizitat de către pirați care apăreau de la fundul oceanului. 
Cu toate acestea, atunci când un om de știință investighează incidentul la fața locului - și în același timp, huligani locali au de gând să fure aurul - cu toții sunt atacați de crabii giganți care trăiesc acolo.

## Actori
- James Warren
- Lynne Roberts
- Paul Cavanagh
- William Schallert
- House Peters, Jr.